# Чорний міст (Росія)
Чорний міст (рос. Чёрный мост) — це російський партизанський рух, котрий виступає проти правління Володимира Путіна. Організація підтримує територіальну цілісність України.

## Історія
У серпні 2022 року організація виступила із рекомендаціями зірвати референдуми щодо приєднання окупованих частин України до Росії.

Після оголошення мобілізації в Росії рух заявив:
Режим обрав швидку смерть через агонію. ... Це добре, бо закінчиться штовханина на українському фронті і андеррайх впаде швидше. Погано - тому що партизанський рух не встиг як слід сформуватися і режим ще встиг би відправити кілька десятків тисяч мобілізованих на добриво.

16 березня 2023 організація заявила про напад на будівлю ФСБ .

## Дивись також
- Національна республіканська армія
- Російська повстанська армія